# Meunasah Geulinggang
Meunasah Geulinggang is een bestuurslaag in het regentschap Aceh Utara van de provincie Atjeh, Indonesië. Meunasah Geulinggang telt 582 inwoners (volkstelling 2010).